# Xeer
Xeer (udtale: [ħeːr]?) er navnet for det polycentriske retssystem i Somalia. Under dette system tjener de ældste som dommere og hjælper med at mægle i sager ved at benytte præcedens. Xeer er et eksempel på, hvordan sædvaneret fungerer i et statsløst samfund, og er en rimelig tilnærmelse af, hvad der opfattes som naturret. Flere forskere har bemærket, at selvom xeer kan være århundreder gammelt, har det potentiale til at tjene som det juridiske system i en moderne, velfungerende økonomi.